# Shen Peizhen
Shen Peizhen, född i Shaoxing, Zhejiang, död efter 1919, var en kinesisk demokrat och feminist. Hon var en ledande medlem i Kinas första förening för kvinnlig rösträtt, Nüzi chanzheng tongmenghui (1912-1913). 
Shen Peizhen var född i en förmögen familj och fick en god utbildning. Efter revolutionen 1911 och republikens grundande engagerade hon sig i kvinnorörelsen i Shanghai. Hon grundade själv den lokala kvinnoföreningen Shanghai Women’s Shangwu Association. 
Hon blev en ledande företrädare för den nygrundade rösträttsföreningen, Nüzi chanzheng tongmenghui, som grundades 1912 för att få in kvinnors rättigheter i den nya konstitutionen. Nüzi chanzheng tongmenghui bildades av Tang Qunying (grundare av Women’s Support Association), Zhang Hanying, Lin Zongsu (ordförande för Shanghai Women’s Political Consultative Conference), Wang Changguo (promotor av Hunan Changsha Women’s National Association), Shen Peizhen (grundare av Shanghai Women’s Shangwu Association), Chen Hongbi (grundare av Shanghai Aihua Company), Wu Mulan (grundare av Shanghai Women's League) och Cai Hui, med etablerade Tang Qunying som ordförande. Den 8 april samma år höll föreningen ett invigningsmöte i Nanjing. Shen Peizhen beskrivs som en av rösträttsföreningens mest militanta anhängare, känd för sina passionerade tal. 
1912 grundade Shen Peizhen yrkesskolorna Central Women's Craft Factory och Central Women's Craft School i Nanjing. I december 1912 initierade 27 personer inklusive Shen Peizhen, Chen Zhenzhi och Xu Zonghan inrättandet av kinesiska kvinnors livförsäkringsförening. Den I mars 1913 grundade Shen Peizhen Women's Salvation Society i Shenyang. 1919 reste hon till Jiangxi för att organisera den lokala avdelningen av kinesiska kvinnors försörjningsförening i Jiangxi-Jiangxi. 